# Division Brehmer
Die Division Brehmer, auch SS-Division Brehmer oder Kampfgruppe Brehmer, war ein im März 1944 zur regionalen Partisanenbekämpfung in Frankreich aufgestellter Großverband der deutschen Wehrmacht mit gemischten Truppengattungen. Dieser Einheit waren temporär auch nicht Wehrmachtseinheiten unterstellt (SS, SD und SiPO–Einheiten).

## Divisionsgeschichte
Die Division Brehmer wurde im März 1944 zur Partisanenbekämpfung, aber auch zur Judenverfolgung, im besetzten Frankreich zur Durchführung der Aktion Brehmer aufgestellt. Sie wurde nach ihrem Kommandeur, dem Generalmajor Walter Brehmer, benannt. 
Die Einheit operierte vom 26. März 1944 bis zur Auflösung am 17. April 1944 in den Départements Dordogne, Corrèze und Haute-Vienne in Südfrankreich. Einer Erschießung von 25 Gefangenen am 26. März in Brantôme fiel auch George Dumas, der Vater des späteren französischen Außenministers Roland Dumas, zum Opfer. Ende März 1944 wurde „als Vergeltungsmaßnahme wegen Sympathiekundgebungen der Bevölkerung mit Terroristen“ das Dorf Rouffignac durch die Division fast vollständig zerstört. Insgesamt fielen der „Säuberungsaktion“ ca. 166 bis 350 Personen zum Opfer.
Ende Mai 1944 folgte die Rückbeorderung der Division nach Paris. Sie wurde in Kämpfen um Paris aufgerieben und die verbleibenden Truppenteile anderen Einheiten zugewiesen. 
Von 1950 bis 1977 wurden wegen der Kriegsverbrechen durch das Militärgericht in Bordeaux Ermittlungen in Abwesenheit gegen ihren Kommandanten durchgeführt, letztendlich mangels Beweisen aber eingestellt. Grundsätzlich waren alle Angehörige der Division, wie z. B. auch die der 2. Fallschirmjäger-Division und die der 157. Reserve-Division, für „Bandenkampfmaßnahmen“ im März 1944 durch das französische Armeeministerium im Frühjahr 1946 zu Kriegsverbrechern erklärt worden.

## Gliederung
Die Division umfasste rund 8000 Mann unterschiedlicher Verbände und Organisationen. Die Einheit war der Wehrmacht befehlsmäßig unterstellt und aus folgende Einheiten aufgestellt: 
- Sicherungs-Regiment 1, 5, 6 und 190 von der 325. Sicherungs-Division
- Georgisches Infanterie-Bataillon 799
- Flak-Bataillon (mot.) 958
- 218. Grenadier-Regiment
- 941. Grenadier-Regiment
- Sicherungs-Regiment 56
- Sicherungs-Regiment 1000 (von der Sicherungs-Brigade 74; nach Auflösung zur 189. Reserve-Division)
- Zwei Brigaden der Eingreiftruppe der Feldgendarmerie (Brigaden Nr. 505 aus Bergerac; Brigade Nr. 964 aus Périgueux)
- Weitere temporär bereitgestellte Kräfte der Sicherheitspolizei (SIPO), SD[4] und der SS aus Lyon und Limoges.